# 真価
| ウィキペディアには「真価」という見出しの百科事典記事はありません（タイトルに「真価」を含むページの一覧/「真価」で始まるページの一覧）。 代わりにウィクショナリーのページ「真価」が役に立つかもしれません。 |